# Intoxicația cu apă
Intoxicația cu apă, cunoscută și sub denumirea de otrăvire cu apă, hiperhidratare, suprahidratare sau toxemie cu apă, este o perturbare potențial fatală a funcțiilor cerebrale, care poate apărea atunci când echilibrul normal al electroliților din organism este depășit de un aport excesiv de apă.
În condiții normale, consumul accidental de prea multă apă este extrem de rar. Majoritatea deceselor legate de intoxicația cu apă la persoanele sănătoase au rezultat fie în urma concursurilor de băut apă, în care indivizii încearcă să consume cantități mari de apă, fie în urma unor perioade lungi de exerciții fizice în timpul cărora au fost consumate cantități excesive de lichide. În plus, cura cu apă, o metodă de tortură în care victima este forțată să consume cantități excesive de apă, poate provoca intoxicația cu apă.
Apa, ca orice altă substanță, poate fi considerată o otravă atunci când este consumată în exces într-o perioadă scurtă de timp. Intoxicația cu apă apare mai ales atunci când apa este consumată în cantități mari, provocând perturbări ale echilibrului electrolitic.
Excesul de apă corporală poate fi, de asemenea, rezultatul unei afecțiuni medicale sau al unui tratament necorespunzător; a se vedea „hiponatremie” pentru câteva exemple. Apa este considerată unul dintre cei mai puțin toxici compuși chimici, cu o DL50 care depășește 90.000 mg/kg (90 g/kg) greutate corporală la șobolani; consumul a șase litri în trei ore a provocat moartea unui om.

## Factori de risc

### Masa corporală scăzută (sugari)
Poate fi foarte ușor pentru copiii sub un an (în special cei sub nouă luni) să absoarbă prea multă apă. Din cauza masei lor corporale mici, este ușor pentru ei să absoarbă o cantitate mare de apă în raport cu masa corporală și rezervele totale de sodiu din organism.

### Sporturi de anduranță
Maratoniștii sunt predispuși la intoxicație cu apă dacă beau prea mult în timp ce aleargă. Aceasta apare atunci când nivelul de sodiu scade sub 135 mmol/L, ceea ce se poate întâmpla atunci când sportivii consumă cantități mari de lichide. Acest lucru a fost observat ca fiind rezultatul încurajării înlocuirii excesive a lichidelor prin diverse orientări. Acest lucru a fost identificat în mare măsură la maratoniști ca o hiponatremie diluțională. Un studiu efectuat pe alergători care au terminat Maratonul Boston din 2002 a constatat că treisprezece la sută au terminat cursa cu hiponatremie. Studiul a concluzionat că cel mai puternic predictor al hiponatremiei a fost creșterea în greutate în timpul cursei (suprahidratare), iar hiponatremia a fost la fel de probabil să apară la alergătorii care au ales băuturi sportive ca și la cei care au ales apă.

### Pregătire militară
Hiponatremia și alte afecțiuni fizice asociate cu intoxicația cu apă sunt mai des întâlnite la cei care participă la instruirea militară. Un studiu al armatei americane a constatat că 17 cursanți au fost internați în spital pe parcursul unui an din cauza intoxicației cu apă, în timp ce un altul a constatat că trei soldați au murit, ceea ce a condus la recomandarea de a nu consuma mai mult de 1–1,5 l de apă pe oră de transpirație abundentă.

### Suprasolicitarea și stresul termic
Orice activitate sau situație care favorizează transpirația abundentă poate duce la intoxicație cu apă atunci când apa este consumată pentru a înlocui lichidele pierdute. Persoanele care lucrează în condiții de căldură și/sau umiditate extreme pe perioade lungi trebuie să aibă grijă să bea și să mănânce astfel încât să contribuie la menținerea echilibrului electrolitic. Persoanele care consumă droguri precum MDMA (adesea denumită colocvial „Ecstasy”) pot face efort fizic excesiv, transpiră abundent, simt o sete crescută și apoi beau cantități mari de apă pentru a se rehidrata, ceea ce duce la dezechilibru electrolitic și intoxicație cu apă – acest lucru este agravat de consumul de MDMA care crește nivelul hormonului antidiuretic (ADH), reducând cantitatea de apă pierdută prin urinare. Chiar și persoanele care se odihnesc liniștite în condiții de căldură sau umiditate extreme pot risca să se intoxice cu apă dacă beau cantități mari de apă pe perioade scurte pentru rehidratare.

### Condiții psihiatrice
Polidipsia psihogenă este afecțiunea psihiatrică în care pacienții se simt obligați să bea cantități excesive de apă, punându-i astfel în pericol de intoxicație cu apă. Această afecțiune poate fi deosebit de periculoasă în cazul în care pacientul prezintă și alte indicații psihiatrice (cum este adesea cazul), deoarece îngrijitorii ar putea interpreta greșit simptomele hiponatremice.

### iatrogen
Atunci când o persoană inconștientă este hrănită intravenos (de exemplu, nutriție parenterală totală) sau printr-un tub nasogastric, fluidele administrate trebuie să aibă o compoziție atent echilibrată pentru a se potrivi cu lichidele și electroliții pierduți. Aceste lichide sunt de obicei hipertonice și, prin urmare, apa este adesea administrată în paralel. În cazul în care electroliții nu sunt monitorizați (chiar și la un pacient ambulatoriu), se poate produce fie hipernatremie, fie hiponatremie.
S-a constatat că unele medicamente neurologice/psihiatrice ( oxcarbazepina, printre altele) cauzează hiponatremie la unii pacienți. Pacienții cu diabet insipid sunt deosebit de vulnerabili datorită procesării rapide a fluidelor.

## Fiziopatologia
La debutul acestei afecțiuni, lichidul din afara celulelor are o cantitate excesiv de scăzută de soluți, cum ar fi sodiul și alți electroliți, în comparație cu lichidul din interiorul celulelor, ceea ce determină deplasarea lichidului în celule pentru a-și echilibra concentrația osmotică. Acest lucru determină umflarea celulelor. Umflarea crește presiunea intracraniană în creier, ceea ce duce la apariția primelor simptome observabile ale intoxicației cu apă: dureri de cap, schimbări de personalitate, schimbări de comportament, confuzie, iritabilitate și somnolență. Acestea sunt urmate uneori de dificultăți de respirație în timpul efortului, slăbiciune și durere musculară, contracții sau crampe, greață, vărsături, sete și o capacitate diminuată de a percepe și interpreta informațiile senzoriale. Pe măsură ce afecțiunea persistă, pot rezulta semne papilare și vitale, inclusiv bradicardie și presiune crescută a pulsului. Celulele din creier se pot umfla până la punctul în care fluxul sanguin este întrerupt, rezultând un edem cerebral. Celulele cerebrale umflate pot, de asemenea, exercita presiune asupra trunchiului cerebral, cât și interferența cu sistemul nervos central sunt periculoase și pot duce la convulsii, leziuni cerebrale, comă sau deces.

## Prevenire
Intoxicația cu apă poate fi prevenită dacă aportul de apă al unei persoane nu depășește cu mult pierderile sale. Rinichii sănătoși sunt capabili să elimine aproximativ 800 mililitri până la un litru de apă fluidă (0,84–1,04 litri) pe oră. Cu toate acestea, stresul (din cauza efortului fizic prelungit), precum și stările de boală, pot reduce foarte mult această cantitate.

## Tratament
Intoxicațiile ușoare pot rămâne asimptomatice și necesită doar restricționarea lichidelor. În cazurile mai severe, tratamentul constă în:
- Diuretice pentru creșterea urinării, care sunt cele mai eficiente pentru excesul de volum sanguin.
- Antagoniști ai receptorilor de vasopresină

## Cazuri notabile
- 325 î.Hr.: Alexandru cel Mare pierde mulți călători însoțitori din cauza consumului excesiv de apă în timpul unui marș prin deșertul Gedrosian[16][17]
- 1097: În timpul primei cruciade, conform cel puțin unei cronici, mulți cruciați au murit după ce au băut prea mult dintr-un râu în timp ce mărșăluiau spre Antiohia.[18]
- 1991, Andy Warhol: La cinci ani de la moartea sa, familia lui Warhol a acuzat public spitalul unde i s-a extirpat vezica biliară că i-a provocat moartea prin intoxicația cu apă administrată post-operator. O greutate pretinsă la autopsie de 68 kg, greutatea sa fiind de 58 kg când a fost internat, a fost citată ca dovadă că i s-a administrat prea mult lichid.[19]
- 16 noiembrie 1995: Leah Betts⁠(d), o elevă britanică, a murit ca urmare a faptului că a băut prea multă apă, deși în mass-media moartea ei a fost atribuită în mod eronat luării unei tablete de ecstasy la petrecerea de 18 ani.[20]
- 2003: Actorul britanic Anthony Andrews a supraviețuit unui caz de intoxicație cu apă. La momentul respectiv, interpreta rolul lui Henry Higgins într-o reluare a musicalului My Fair Lady și consuma până la opt litri de apă pe zi. A fost inconștient și la terapie intensivă timp de trei zile.[21][22]
- 2 februarie 2005: Matthew Carrington, student la Universitatea de Stat Chico din Chico, California, a murit ca urmare directă a unui ritual de inițiere al unei frății care a implicat intoxicarea forțată cu apă.
- 12 ianuarie 2007: Jennifer Strange a murit după ce a băut aproape 7,6 litri de apă în încercarea de a câștiga o consolă Nintendo Wii.[23] Emisiunea matinală a postului de radio KDND⁠(d), Morning Rave, a organizat un concurs intitulat „Hold Your Wee for a Wii⁠(d)”, în cadrul căruia concurenților li s-a cerut să bea cât mai multă apă fără să urineze. DJ-ii au fost informați cu privire la pericole, dar nu au informat concurenții. Compania mamă a KDND, Entercom Sacramento LLC, a fost ulterior obligată să plătească familiei lui Strange daune în valoare de 16.577.118 $.[24][25]
- 11 martie 2020: Zachary Sabin, un copil de 11 ani, a murit după ce a fost forțat de părinții săi să bea aproape trei litri de apă în doar patru ore. Aceștia au crezut că urina lui era prea închisă la culoare, așa că l-au obligat să bea apă până a vomitat.[26]
- Un studiu din 2022 a propus că moartea actorului de arte marțiale Bruce Lee în 1973 s-a datorat otrăvirii cu apă.[27]
- 4 iulie 2023: O femeie de 35 de ani din Indiana a murit după ce a consumat prea multă apă în timp ce se afla în vacanță cu familia sa.[28]